# NHL Entry Draft 2002
L'NHL Entry Draft 2002 è stato il 40º draft della National Hockey League. Si è tenuto il 22 ed il 23 giugno 2002 presso l'Air Canada Centre di Toronto.
L'NHL Entry Draft ritornò nella città di Toronto per la prima volta dopo l'edizione del 1985, e dal 1999 la prima scelta assoluta ritornò ad essere un giocatore canadese. La scelta numero 123, il ceco Robin Kovář, fu successivamente invalidata poiché il giocatore non aveva i requisiti per essere selezionato quell'anno. Dei 291 giocatori che furono selezionati nel corso dei nove giri 35 provenivano dalla Ontario Hockey League, 23 dalla Quebec Major Junior Hockey League, 43 dalla Western Hockey League, 41 dalla NCAA, 6 dalle high school statunitensi mentre i 110 giocatori rimanenti provenivano da campionati europei.
I Columbus Blue Jackets selezionarono il centro canadese Rick Nash dai London Knights, gli Atlanta Thrashers invece come seconda scelta puntarono sul portiere finlandese Kari Lehtonen, proveniente dallo Jokerit, mentre i Florida Panthers scelsero in terza posizione il difensore canadese Jay Bouwmeester dei Medicine Hat Tigers. Fra i 291 giocatori selezionati 166 erano attaccanti, 92 erano difensori mentre 33 erano portieri. Dei giocatori scelti 104 giocarono in NHL.

## Migliori prospetti
Dati elaborati dal NHL Central Scouting Bureau.
| Posizione | Giocatori nordamericani  | Giocatori europei      |
| --------- | ------------------------ | ---------------------- |
| 1         | Jay Bouwmeester (D)      | Joni Pitkänen (D)      |
| 2         | Rick Nash (AS)           | Aleksandr Sëmin (AS)   |
| 3         | Ryan Whitney (D)         | Jiří Hudler (C)        |
| 4         | Joffrey Lupul (C)        | Denis Grebeškov (D)    |
| 5         | Scottie Upshall (AD)     | Michal Barinka (D)     |
| 6         | Steve Eminger (D)        | Kirill Kol'cov (D)     |
| 7         | Petr Tatíček (C)         | Anton Babčuk (D)       |
| 8         | Martin Vágner (C)        | Sergej Anšakov (D)     |
| 9         | Christopher Higgins (C)  | Aleksej Kajgodorov (C) |
| 10        | Pierre-Marc Bouchard (C) | Jakub Koreis (C)       |

| Posizione | Portieri nordamericani | Portieri europei |
| --------- | ---------------------- | ---------------- |
| 1         | Jeff Deslauriers       | Kari Lehtonen    |
| 2         | Todd Ford              | Tobias Stephan   |
| 3         | Maxime Daigneault      | Hannu Toivonen   |

## Turni
|  | = NHL All-Star |  |  | = NHL All-Star e NHL All-Star Team |  |

Legenda delle posizioni

A = Attaccante   AD = Ala destra   AS = Ala sinistra   C = Centro   D = Difensore   P = Portiere

### Primo giro
| #  | Giocatore                | Nazionalità | Squadra NHL                                           | Squadra di provenienza                        |
| -- | ------------------------ | ----------- | ----------------------------------------------------- | --------------------------------------------- |
| 1  | Rick Nash (AS)           | Canada      | Columbus Blue Jackets (da Florida)                    | London Knights (OHL)                          |
| 2  | Kari Lehtonen (P)        | Finlandia   | Atlanta Thrashers                                     | Jokerit (SM-liiga)                            |
| 3  | Jay Bouwmeester (D)      | Canada      | Florida Panthers (da Columbus)                        | Medicine Hat Tigers (WHL)                     |
| 4  | Joni Pitkänen (D)        | Finlandia   | Philadelphia Flyers (da Tampa Bay)                    | Oulun Kärpät (SM-liiga)                       |
| 5  | Ryan Whitney (D)         | Stati Uniti | Pittsburgh Penguins                                   | Boston U. Terriers (Hockey East)              |
| 6  | Scottie Upshall (AD)     | Canada      | Nashville Predators                                   | Kamloops Blazers (WHL)                        |
| 7  | Joffrey Lupul (AD)       | Canada      | Mighty Ducks of Anaheim                               | Medicine Hat Tigers (WHL)                     |
| 8  | Pierre-Marc Bouchard (C) | Canada      | Minnesota Wild                                        | Chic. Saguenéens (QMJHL)                      |
| 9  | Petr Tatíček (C)         | Rep. Ceca   | Florida Panthers (da Calgary)                         | S.S. Marie Greyhounds (OHL)                   |
| 10 | Eric Nystrom (AS)        | Stati Uniti | Calgary Flames (da NY Rangers via Florida)            | Michigan Wolverines (CCHA)                    |
| 11 | Keith Ballard (D)        | Stati Uniti | Buffalo Sabres                                        | Minnesota Gophers (WCHA)                      |
| 12 | Steve Eminger (D)        | Canada      | Washington Capitals                                   | Kitchener Rangers (OHL)                       |
| 13 | Aleksandr Sëmin (AD)     | Rep. Ceca   | Washington Capitals (da Dallas)                       | Traktor Čeljabinsk (RSL)                      |
| 14 | Christopher Higgins (AS) | Stati Uniti | Montreal Canadiens (da Edmonton)                      | Yale Bulldogs (ECAC)                          |
| 15 | Jesse Niinimäki (C)      | Finlandia   | Edmonton Oilers (da Montreal)                         | Ilves (SM-liiga)                              |
| 16 | Jakub Klepiš (C)         | Rep. Ceca   | Ottawa Senators                                       | Portland Winterhawks (WHL)                    |
| 17 | Boyd Gordon (C)          | Canada      | Washington Capitals (da Vancouver)                    | Red Deer Rebels (WHL)                         |
| 18 | Denis Grebeškov (D)      | Russia      | Los Angeles Kings                                     | Lok. Jaroslavl’ (RSL)                         |
| 19 | Jakub Koreis (C)         | Rep. Ceca   | Phoenix Coyotes                                       | Plzeň 1929 (Extraliga)                        |
| 20 | Daniel Paille (AS)       | Canada      | Buffalo Sabres (da New Jersey via Dallas e Columbus)  | Guelph Storm (OHL)                            |
| 21 | Anton Babčuk (D)         | Russia      | Chicago Blackhawks                                    | Kristall Elektrostal (RSL)                    |
| 22 | Sean Bergenheim (AS)     | Finlandia   | New York Islanders                                    | Jokerit (SM-liiga)                            |
| 23 | Ben Eager (AS)           | Canada      | Phoenix Coyotes (da St. Louis)                        | Oshawa Generals (OHL)                         |
| 24 | Alexander Steen (AS)     | Svezia      | Toronto Maple Leafs                                   | Västra Frölunda HC (Elitserien)               |
| 25 | Cam Ward (P)             | Canada      | Carolina Hurricanes                                   | Red Deer Rebels (WHL)                         |
| 26 | Martin Vágner (C)        | Rep. Ceca   | Dallas Stars (da Philadelphia via Washington)         | Hull Olympiques (QMJHL)                       |
| 27 | Mike Morris (AD)         | Stati Uniti | San Jose Sharks                                       | Saint Sebastian's School (USHS-Massachusetts) |
| 28 | Jonas Johansson (AD)     | Svezia      | Colorado Avalanche                                    | HV71 (Elitserien)                             |
| 29 | Hannu Toivonen (P)       | Finlandia   | Boston Bruins                                         | HPK (SM-liiga)                                |
| 30 | Jim Slater (C)           | Stati Uniti | Atlanta Thrashers (da Detroit via Buffalo e Columbus) | Michigan St. Spartans (CCHA)                  |

### Secondo giro
| #  | Giocatore              | Nazionalità | Squadra NHL                                                    | Squadra di provenienza                      |
| -- | ---------------------- | ----------- | -------------------------------------------------------------- | ------------------------------------------- |
| 31 | Jeff Deslauriers (P)   | Canada      | Edmonton Oilers (da Atlanta via Buffalo)                       | Chic. Saguenéens (QMJHL)                    |
| 32 | János Vas (AD)         | Ungheria    | Dallas Stars (da Columbus)                                     | Malmö (Elitserien)                          |
| 33 | Lee Falardeau (C)      | Stati Uniti | New York Rangers (da Florida)                                  | Michigan St. Spartans (CCHA)                |
| 34 | Tobias Stephan (P)     | Svizzera    | Dallas Stars (da Tampa Bay via Ottawa, Philadelphia e Tampa)   | HC Coira (LNA)                              |
| 35 | Ondřej Němec (D)       | Rep. Ceca   | Pittsburgh Penguins                                            | VHK Vsetín (Extraliga)                      |
| 36 | Jarret Stoll (C)       | Canada      | Edmonton Oilers (da Nashville via Buffalo)                     | Kootenay Ice (WHL)                          |
| 37 | Tim Brent (C)          | Canada      | Mighty Ducks of Anaheim                                        | St. Michael's Majors (OHL)                  |
| 38 | Josh Harding (P)       | Canada      | Minnesota Wild                                                 | Regina Pats (WHL)                           |
| 39 | Brian McConnell (A)    | Stati Uniti | Calgary Flames                                                 | Boston U. Terriers (Hockey East)            |
| 40 | Rob Globke (AD)        | Stati Uniti | Florida Panthers (da NY Rangers)                               | Notre Dame Fighting Irish (CCHA)            |
| 41 | Joakim Lindström (AS)  | Svezia      | Columbus Blue Jackets (da Buffalo via Atlanta)                 | MODO (Elitserien)                           |
| 42 | Marius Holtet (AD)     | Norvegia    | Dallas Stars (da Washington)                                   | Färjestad (Elitserien)                      |
| 43 | Trevor Daley (D)       | Canada      | Dallas Stars                                                   | S.S. Marie Greyhounds (OHL)                 |
| 44 | Matt Greene (D)        | Stati Uniti | Edmonton Oilers                                                | Green Bay Gamblers (USHL)                   |
| 45 | Tomáš Linhart (D)      | Rep. Ceca   | Montreal Canadiens                                             | Mississauga IceDogs (OHL)                   |
| 46 | David LeNeveu (P)      | Canada      | Phoenix Coyotes                                                | Cornell Big Red (ECAC)                      |
| 47 | Aleksej Kaigorodov (C) | Russia      | Ottawa Senators                                                | Magnitogorsk (RSL)                          |
| 48 | Aleksej Škotov (AD)    | Russia      | St. Louis Blues                                                | Kristall Elektrostal (RSL)                  |
| 49 | Kirill Kol'cov (D)     | Russia      | Vancouver Canucks                                              | Avangard Omsk (RSL)                         |
| 50 | Sergej Anšakov (AS)    | Russia      | Los Angeles Kings                                              | CSKA Mosca (RSL)                            |
| 51 | Anton Kadejkin (D)     | Russia      | New Jersey Devils                                              | Kristall Elektrostal (RSL)                  |
| 52 | Dan Spang (D)          | Stati Uniti | San Jose Sharks (da Phoenix via Philadelphia e Tampa Bay)      | Winchester High School (USHS-Massachusetts) |
| 53 | Barry Tallackson (AD)  | Stati Uniti | New Jersey Devils                                              | Minnesota Gophers (WCHA)                    |
| 54 | Duncan Keith (D)       | Canada      | Chicago Blackhawks                                             | Michigan St. Spartans (CCHA)                |
| 55 | Denis Grot (D)         | Russia      | Vancouver Canucks (da NY Islanders via Tampa Bay e Washington) | Kristall Elektrostal (RSL)                  |
| 56 | Vladislav Evseev (AS)  | Russia      | Boston Bruins (da St. Louis)                                   | CSKA Mosca (RSL)                            |
| 57 | Matt Stajan (C)        | Canada      | Toronto Maple Leafs                                            | Belleville Bulls (OHL)                      |
| 58 | Jiří Hudler (AS)       | Rep. Ceca   | Detroit Red Wings (da Carolina)                                | VHK Vsetín (Extraliga)                      |
| 59 | Maxime Daigneault (P)  | Canada      | Washington Capitals (da Philadelphia)                          | Val-d'Or Foreurs (QMJHL)                    |
| 60 | Adam Henrich (AS)      | Canada      | Tampa Bay Lightning (da San Jose)                              | Brampton Battalion (OHL)                    |
| 61 | Johnny Boychuk (D)     | Canada      | Colorado Avalanche                                             | Calgary Hitmen (WHL)                        |
| 62 | Andrij Michnov (C)     | Ucraina     | St. Louis Blues (da Boston)                                    | Sudbury Wolves (OHL)                        |
| 63 | Tomáš Fleischmann (P)  | Rep. Ceca   | Detroit Red Wings                                              | Vítkovice Steel (Extraliga)                 |

### Terzo giro
| #  | Giocatore                  | Nazionalità | Squadra NHL                                           | Squadra di provenienza              |
| -- | -------------------------- | ----------- | ----------------------------------------------------- | ----------------------------------- |
| 64 | Jason Ryznar (AS)          | Stati Uniti | New Jersey Devils (da Atlanta)                        | Michigan Wolverines (CCHA)          |
| 65 | Ole-Kristian Tollefsen (D) | Norvegia    | Columbus Blue Jackets                                 | Brandon Wheat Kings (WHL)           |
| 66 | Petr Kanko (AD)            | Rep. Ceca   | Los Angeles Kings                                     | Kitchener Rangers (OHL)             |
| 67 | Gregory Campbell (C)       | Canada      | Florida Panthers (da Florida via NY Islanders)        | Plymouth Whalers (OHL)              |
| 68 | Grant McNeill (D)          | Canada      | Florida Panthers                                      | Prince Albert Raiders (WHL)         |
| 69 | Brett Skinner (D)          | Canada      | Vancouver Canucks (da Tampa Bay via Philadelphia)     | Des Moines Buccaneers (USHL)        |
| 70 | Joe Callahan (D)           | Stati Uniti | Phoenix Coyotes (da Nashville via Philadelphia)       | Yale Bulldogs (ECAC)                |
| 71 | Brian Lee (D)              | Stati Uniti | Mighty Ducks of Anaheim                               | Erie Otters (OHL)                   |
| 72 | Mike Erickson (AD)         | Stati Uniti | Minnesota Wild                                        | Minnesota Gophers (WCHA)            |
| 73 | Barry Brust (P)            | Canada      | Minnesota Wild                                        | Spokane Chiefs (WHL)                |
| 74 | Todd Ford (P)              | Canada      | Toronto Maple Leafs (da Calgary)                      | Swift Current Broncos (WHL)         |
| 75 | Arttu Luttinen (AS)        | Finlandia   | Ottawa Senators (da NY Rangers)                       | HIFK (SM-liiga)                     |
| 76 | Michaël Tessier (AS)       | Canada      | Buffalo Sabres                                        | Acadie-Bathurst Titan (QMJHL)       |
| 77 | Patrick Wellar (D)         | Canada      | Washington Capitals                                   | Portland Winterhawks (WHL)          |
| 78 | Geoff Waugh (D)            | Canada      | Dallas Stars                                          | Kindersley Klippers (SJHL)          |
| 79 | Brock Radunske (C)         | Canada      | Edmonton Oilers                                       | Michigan St. Spartans (CCHA)        |
| 80 | Matt Jones (D)             | Stati Uniti | Phoenix Coyotes (da Montreal)                         | ND Fighting Hawks (WCHA)            |
| 81 | Marcus Jonasén (AD)        | Svezia      | New York Rangers (da Ottawa)                          | Västerås (Elitserien)               |
| 82 | John Adams (D)             | Stati Uniti | Buffalo Sabres (da Vancouver via Florida e Atlanta)   | Boston College Eagles (Hockey East) |
| 83 | Lukáš Mensator (P)         | Rep. Ceca   | Vancouver Canucks (da Los Angeles)                    | Energie Karlovy Vary (Extraliga)    |
| 84 | Marek Chvatal (D)          | Rep. Ceca   | New Jersey Devils (da Phoenix)                        | Oceláři Trinec (Extraliga)          |
| 85 | Ahren Spylo (AS)           | Canada      | New Jersey Devils                                     | Windsor Spitfires (OHL)             |
| 86 | Jonas Fiedler (AS)         | Rep. Ceca   | San Jose Sharks (da Chicago)                          | Plymouth Whalers (OHL)              |
| 87 | Frans Nielsen (C)          | Danimarca   | New York Islanders                                    | Malmö (Elitserien)                  |
| 88 | Dominic D'Amour (D)        | Canada      | Toronto Maple Leafs (da Buffalo via Nashville)        | Hull Olympiques (QMJHL)             |
| 89 | Tomáš Troliga (AS)         | Slovacchia  | St. Louis Blues                                       | Spišská Nová Ves (Extraliga)        |
| 90 | Matthew Lombardi (C)       | Canada      | Calgary Flames (da Toronto)                           | Victoriaville Tigres (QMJHL)        |
| 91 | Jesse Lane (D)             | Stati Uniti | Carolina Hurricanes (da Carolina via Philadelphia)    | Hull Olympiques (QMJHL)             |
| 92 | Derek Krestanovich (C)     | Canada      | Washington Capitals (da Philadelphia)                 | Moose Jaw Warriors (WHL)            |
| 93 | Aleksandr Koževnikov (AS)  | Russia      | Chicago Blackhawks (da San Jose)                      | Kryl'ja Sovetov (RSL)               |
| 94 | Eric Lundberg (D)          | Stati Uniti | Colorado Avalanche                                    | Providence Friars (Hockey East)     |
| 95 | Valtteri Filppula (C)      | Finlandia   | Detroit Red Wings (da Boston via Anaheim e Nashville) | Jokerit (SM-liiga)                  |
| 96 | Jeff Genovy (C)            | Stati Uniti | Columbus Blue Jackets (da Detroit via Atlanta)        | Des Moines Buccaneers (USHL)        |

### Quarto giro
| 97 | Lance Monych (AD)       | Canada      | Phoenix Coyotes (da Atlanta)                            | Brandon Wheat Kings (WHL)       |
| 98 | Ivan Tkačenko (AD)      | Russia      | Columbus Blue Jackets                                   | Lok. Jaroslavl’ (RSL)           |
| 99 | Michael Lambert (AS)    | Canada      | Montreal Canadiens (da Florida via Calgary)             | P.E.I. Rocket (QMJHL)           |
| 100 | Dmitrij Kazionov (C)    | Russia      | Tampa Bay Lightning                                     | CSKA Mosca (RSL)                |
| 101 | Daniel Fernholm (D)     | Svezia      | Pittsburgh Penguins                                     | Djurgården (Elitserien)         |
| 102 | Brandon Segal (AD)      | Canada      | Nashville Predators                                     | Calgary Hitmen (WHL)            |
| 103 | Joonas Vihko (AD)       | Finlandia   | Mighty Ducks of Anaheim                                 | HIFK (SM-liiga)                 |
| 104 | Aaron Rome (D)          | Canada      | Los Angeles Kings (da Minnesota via Dallas e Minnesota) | Swift Current Broncos (WHL)     |
| 105 | Rosario Ruggeri (D)     | Canada      | Philadelphia Flyers (da Calgary)                        | Chic. Saguenéens (QMJHL)        |
| 106 | Ival Kol'cov (D)        | Russia      | Edmonton Oilers (da NY Rangers)                         | Severstal’ (RSL)                |
| 107 | Mikko Kalteva (D)       | Finlandia   | Colorado Avalanche                                      | Jokerit (SM-liiga)              |
| 108 | Jakub Hulva (AD)        | Rep. Ceca   | Buffalo Sabres                                          | Vítkovice Steel (Extraliga)     |
| 109 | Jevon Desautels (AS)    | Canada      | Washington Capitals                                     | Spokane Chiefs (WHL)            |
| 110 | Jarkko Immonen (C)      | Finlandia   | Dallas Stars                                            | Espoo Blues (SM-liiga)          |
| 111 | Jonas Almtorp (C)       | Svezia      | Edmonton Oilers                                         | MODO (Elitserien)               |
| 112 | Jurij Artemenkov (AD)   | Russia      | Calgary Flames (da Montreal)                            | Kryl'ja Sovetov (RSL)           |
| 113 | Scott Dobben (AS)       | Canada      | Ottawa Senators                                         | Erie Otters (OHL)               |
| 114 | John Laliberte (AS)     | Stati Uniti | Vancouver Canucks                                       | New Hampshire Monarchs (EJHL)   |
| 115 | Mark Rooneem (A)        | Canada      | Los Angeles Kings                                       | Kamloops Blazers (WHL)          |
| 116 | Pat Dwyer (C)           | Stati Uniti | Atlanta Thrashers (da Phoenix)                          | W. Michigan Broncos (CCHA)      |
| 117 | Cam Janssen (AD)        | Stati Uniti | New Jersey Devils                                       | Windsor Spitfires (OHL)         |
| 118 | Petr Dvorak (AD)        | Rep. Ceca   | Washington Capitals (da Chicago)                        | Havirov (Extraliga)             |
| 119 | Jēkabs Rēdlihs (D)      | Lettonia    | Columbus Blue Jackets (da NY Islanders)                 | New York Apple Core (EJHL)      |
| 120 | Robin Jonsson (D)       | Svezia      | St. Louis Blues                                         | BIK Karlskoga (Elitserien)      |
| 121 | Marty Magers (P)        | Stati Uniti | Buffalo Sabres                                          | Omaha Lancers (USHL)            |
| 122 | David Turon (D)         | Rep. Ceca   | Toronto Maple Leafs                                     | Havirov (Extraliga)             |
| 123 | Robin Kovář (C)         | Rep. Ceca   | Edmonton Oilers                                         | Vancouver Giants (WHL)          |
| La scelta 123 fu successivamente dichiarata "non valida" dalla NHL poiché Robin Kovář non era eleggibile per il Draft. |                         |             |                                                         |                                 |
| 124 | Lane Manson (D)         | Canada      | Atlanta Thrashers (da Carolina via St. Louis)           | Moose Jaw Warriors (WHL)        |
| 125 | Johan Björk (D)         | Svezia      | Ottawa Senators                                         | Malmö (Elitserien)              |
| 126 | Konstantin Baranov (AD) | Russia      | Philadelphia Flyers                                     | Mečel Čeljabinsk (RSL)          |
| 127 | Nate Guenin (D)         | Stati Uniti | New York Rangers (da Ottawa)                            | Green Bay Gamblers (USHL)       |
| 128 | Matt Ellison (C)        | Canada      | Chicago Blackhawks (da San Jose)                        | Cowichan Valley Capitals (BCHL) |
| 129 | Tom Gilbert (D)         | Stati Uniti | Colorado Avalanche                                      | Chicago Steel (USHL)            |
| 130 | Jan Kubista (A)         | Rep. Ceca   | Boston Bruins                                           | Pardubice (Extraliga)           |
| 131 | Johan Berggren (D)      | Svezia      | Detroit Red Wings                                       | Sunne IK (Elitserien)           |

### Quinto giro
| #   | Giocatore              | Nazionalità | Squadra NHL                                | Squadra di provenienza                 |
| --- | ---------------------- | ----------- | ------------------------------------------ | -------------------------------------- |
| 132 | John Zeiler (AD)       | Stati Uniti | Phoenix Coyotes (da Atlanta)               | Sioux City Musketeers (USHL)           |
| 133 | Lasse Pirjetä (C)      | Finlandia   | Columbus Blue Jackets                      | Oulun Kärpät (SM-liiga)                |
| 134 | Topi Jaakola (D)       | Finlandia   | Florida Panthers                           | Oulun Kärpät (SM-liiga)                |
| 135 | Joseph Pearce (P)      | Stati Uniti | Tampa Bay Lightning                        | New Hampshire Monarchs (EJHL)          |
| 136 | Andy Sertich (D)       | Stati Uniti | Pittsburgh Penguins                        | Greenway High School (USHS-Minnesota)  |
| 137 | Cam Paddock (C)        | Canada      | Pittsburgh Penguins                        | Kelowna Rockets (WHL)                  |
| 138 | Patrick Jarrett (C)    | Canada      | Nashville Predators                        | Owen Sound Attack (OHL)                |
| 139 | Kris Newbury (C)       | Canada      | San Jose Sharks                            | Sarnia Sting (OHL)                     |
| 140 | George Davis (AD)      | Canada      | Mighty Ducks of Anaheim                    | CB Screaming Eagles (QMJHL)            |
| 141 | Jiri Cetkovsky (AS)    | Rep. Ceca   | Calgary Flames (da Minnesota via Montreal) | PSG Zlín (Extraliga)                   |
| 142 | Emanuel Peter (C)      | Svizzera    | Calgary Flames                             | Kloten Flyers (LNA)                    |
| 143 | Mike Walsh (AS)        | Stati Uniti | New York Rangers                           | Compuware Ambassadors (MWJHL)          |
| 144 | Paul Flache (D)        | Canada      | Atlanta Thrashers (da Buffalo)             | Brampton Battalion (OHL)               |
| 145 | Robert Gherson (P)     | Canada      | Washington Capitals                        | Sarnia Sting (OHL)                     |
| 146 | Viktor Bobrov (AS)     | Russia      | Calgary Flames                             | CSKA Mosca (RSL)                       |
| 147 | David Bararuk (AS)     | Canada      | Dallas Stars                               | Moose Jaw Warriors (WHL)               |
| 148 | Glenn Fisher (P)       | Canada      | Edmonton Oilers                            | Fort Saskatchewan Traders (AJHL)       |
| 149 | Marcus Paulsson (AS)   | Svezia      | New York Islanders (da Montreal)           | Mörrums GoIS IK (Elitserien)           |
| 150 | Brock Hooton (AD)      | Canada      | Ottawa Senators                            | Quesnel Millionaires (BCHL)            |
| 151 | Rob McVicar (P)        | Canada      | Vancouver Canucks                          | Brandon Wheat Kings (WHL)              |
| 152 | Greg Hogeboom (AD)     | Canada      | Los Angeles Kings                          | Miami RedHawks (CCHA)                  |
| 153 | Peter Hamerlík (P)     | Slovacchia  | Boston Bruins (da Phoenix)                 | Kingston Frontenacs (OHL)              |
| 154 | Krišjānis Rēdlihs (D)  | Lettonia    | New Jersey Devils                          | Liepājas Metalurgs (Lettonia)          |
| 155 | Armands Bērziņš (C)    | Lettonia    | Minnesota Wild (da Carolina)               | Shawinigan Cataractes (QMJHL)          |
| 156 | James Wisniewski (D)   | Stati Uniti | Chicago Blackhawks                         | Plymouth Whalers (OHL)                 |
| 157 | Joel Andresen (D)      | Canada      | Los Angeles Kings (da NY Islanders)        | Fort Saskatchewan Traders (AJHL)       |
| 158 | Vince Bellissimo (AD)  | Canada      | Florida Panthers (da St. Louis)            | Topeka ScareCrows (USHL)               |
| 159 | Kristofer Persson (AD) | Svezia      | Calgary Flames (da Toronto)                | MODO (Elitserien)                      |
| 160 | Daniel Manzato (P)     | Svizzera    | Carolina Hurricanes                        | Victoriaville Tigres (QMJHL)           |
| 161 | Dov Grumet-Morris (P)  | Stati Uniti | Philadelphia Flyers                        | Harvard Crimson (ECAC)                 |
| 162 | Gerard Dicaire (D)     | Canada      | Tampa Bay Lightning (da San Jose)          | Kootenay Ice (WHL)                     |
| 163 | Tom Walsh (D)          | Stati Uniti | San Jose Sharks                            | Deerfield Academy (USHS-Massachusetts) |
| 164 | Tyler Weiman (P)       | Canada      | Colorado Avalanche                         | Tri-City Americans (WHL)               |
| 165 | Justin Maiser (AS)     | Stati Uniti | St. Louis Blues (da Boston)                | Boston U. Terriers (Hockey East)       |
| 166 | Logan Koopmans (P)     | Canada      | Detroit Red Wings                          | Lethbridge Hurricanes (WHL)            |

### Sesto giro
| #   | Giocatore             | Nazionalità | Squadra NHL                                           | Squadra di provenienza                     |
| --- | --------------------- | ----------- | ----------------------------------------------------- | ------------------------------------------ |
| 167 | Brad Schell (C)       | Canada      | Atlanta Thrashers                                     | Spokane Chiefs (WHL)                       |
| 168 | Tim Konsorada (AD)    | Canada      | Columbus Blue Jackets                                 | Brandon Wheat Kings (WHL)                  |
| 169 | Jeremy Swanson (D)    | Canada      | Florida Panthers                                      | Barrie Colts (OHL)                         |
| 170 | P. J. Atherton (D)    | Stati Uniti | Tampa Bay Lightning                                   | Cedar Rapids RoughRiders (USHL)            |
| 171 | Bobby Goepfert (P)    | Stati Uniti | Pittsburgh Penguins                                   | Cedar Rapids RoughRiders (USHL)            |
| 172 | Mike McKenna (P)      | Stati Uniti | Nashville Predators                                   | St. Lawrence Saints (ECAC)                 |
| 173 | Luke Fritshaw (D)     | Canada      | Mighty Ducks of Anaheim                               | Prince Albert Raiders (WHL)                |
| 174 | Karri Akkanen (A)     | Finlandia   | Tampa Bay Lightning (da Carolina)                     | Ilves (SM-liiga)                           |
| 175 | Matt Foy (AD)         | Canada      | Minnesota Wild                                        | Merrimack Warriors (Hockey East)           |
| 176 | Curtis McElhinney (P) | Canada      | Calgary Flames                                        | Colorado C. Tigers (WCHA)                  |
| 177 | Jake Taylor (D)       | Stati Uniti | New York Rangers                                      | Green Bay Gamblers (USHL)                  |
| 178 | Maksim Schevjev (C)   | Russia      | Buffalo Sabres                                        | Kristall Elektrostal (RSL)                 |
| 179 | Marian Havel (C)      | Rep. Ceca   | Washington Capitals                                   | Vancouver Giants (WHL)                     |
| 180 | Kirill Sidorenko (AD) | Russia      | Dallas Stars                                          | Zaural'e Kurgan (RSL)                      |
| 181 | Mikko Luoma (D)       | Finlandia   | Edmonton Oilers                                       | Tappara (SM-liiga)                         |
| 182 | André Deveaux (AD)    | Canada      | Montreal Canadiens                                    | Belleville Bulls (OHL)                     |
| 183 | Paul Ranger (D)       | Canada      | Tampa Bay Lightning (da Ottawa)                       | Oshawa Generals (OHL)                      |
| 184 | Jaroslav Balaštík (D) | Rep. Ceca   | Columbus Blue Jackets (da Vancouver via Philadelphia) | PSG Zlín (Extraliga)                       |
| 185 | Ryan Murphy (AD)      | Stati Uniti | Los Angeles Kings                                     | Boston College Eagles (Hockey East)        |
| 186 | Jeff Pietrasiak (P)   | Stati Uniti | Phoenix Coyotes                                       | Berkshire High School (USHS-Massachusetts) |
| 187 | Eric Johansson (C)    | Canada      | New Jersey Devils                                     | Tri-City Americans (WHL)                   |
| 188 | Kevin Kantee (D)      | Finlandia   | Chicago Blackhawks                                    | Jokerit (SM-liiga)                         |
| 189 | Aleksej Stonkus (D)   | Russia      | New York Islanders                                    | Lok. Jaroslavl’ (RSL)                      |
| 190 | D. J. King (AS)       | Canada      | St. Louis Blues                                       | Lethbridge Hurricanes (WHL)                |
| 191 | Ian White (D)         | Canada      | Toronto Maple Leafs                                   | Swift Current Broncos (WHL)                |
| 192 | Nikita Korovkin (D)   | Russia      | Philadelphia Flyers (da Carolina)                     | Kamloops Blazers (WHL)                     |
| 193 | Joey Mormina (D)      | Canada      | Philadelphia Flyers                                   | Colgate Raiders (ECAC)                     |
| 194 | Kim Hirschovits (C)   | Finlandia   | New York Rangers (da San Jose)                        | HIFK (SM-liiga)                            |
| 195 | Taylor Christie (D)   | Canada      | Colorado Avalanche                                    | Bowling Green Falcons (CCHA)               |
| 196 | Mikael Vuorio (P)     | Finlandia   | Florida Panthers (da Boston)                          | Lukko Rauma (SM-liiga)                     |
| 197 | Jimmy Cuddihy (C)     | Canada      | Detroit Red Wings                                     | Shawinigan Cataractes (QMJHL)              |

### Settimo giro
| #   | Giocatore                 | Nazionalità | Squadra NHL                                 | Squadra di provenienza            |
| --- | ------------------------- | ----------- | ------------------------------------------- | --------------------------------- |
| 198 | Nathan Oystrick (D)       | Canada      | Atlanta Thrashers                           | Northern Michigan Wildcats (CCHA) |
| 199 | Greg Mauldin (C)          | Stati Uniti | Columbus Blue Jackets                       | UMass Minutemen (Hockey East)     |
| 200 | Denis Jačmenev (AS)       | Russia      | Florida Panthers                            | North Bay Centennials (OHL)       |
| 201 | Mathieu Brunelle (AS)     | Canada      | Philadelphia Flyers (da Tampa Bay)          | Victoriaville Tigres (QMJHL)      |
| 202 | Patrik Bärtschi (AD)      | Svizzera    | Pittsburgh Penguins                         | Kloten Flyers (LNA)               |
| 203 | Josh Morrow (D)           | Canada      | Nashville Predators                         | Tri-City Americans (WHL)          |
| 204 | Nicklas Eckerblom (AD)    | Svezia      | Minnesota Wild (da Anaheim)                 | Djurgården (Elitserien)           |
| 205 | Jean-François Dufort (AS) | Canada      | Edmonton Oilers (da Minnesota)              | Shawinigan Cataractes (QMJHL)     |
| 206 | David Van Der Gulik (AS)  | Canada      | Calgary Flames                              | Chilliwack Chiefs (BCHL)          |
| 207 | Pierre Johnsson (D)       | Svezia      | Calgary Flames (da NY Rangers)              | Färjestad (Elitserien)            |
| 208 | Radoslav Hecl (D)         | Slovacchia  | Buffalo Sabres                              | Slovan Bratislava (Extraliga)     |
| 209 | Joni Lindlöf (AS)         | Finlandia   | Washington Capitals                         | Tappara (SM-liiga)                |
| 210 | Bryan Hamm (D)            | Canada      | Dallas Stars                                | Peterborough Petes (OHL)          |
| 211 | Patrick Murphy (AS)       | Canada      | Edmonton Oilers                             | Newmarket Hurricanes (OJHL)       |
| 212 | Jonathan Ferland (AD)     | Canada      | Montreal Canadiens                          | Acadie-Bathurst Titan (QMJHL)     |
| 213 | Fredrik Norrena (P)       | Finlandia   | Tampa Bay Lightning (da Ottawa)             | TPS (SM-liiga)                    |
| 214 | Marc-André Roy (AS)       | Canada      | Vancouver Canucks                           | Baie-Comeau Drakkar (QMJHL)       |
| 215 | Michail Ljubušin (D)      | Russia      | Los Angeles Kings                           | Kryl'ja Sovetov (RSL)             |
| 216 | Ladislav Kouba (AS)       | Rep. Ceca   | Phoenix Coyotes                             | Red Deer Rebels (WHL)             |
| 217 | Tim Conboy (AD)           | Stati Uniti | San Jose Sharks (da New Jersey via Atlanta) | Topeka ScareCrows (USHL)          |
| 218 | Ilkka Pikkarainen (AD)    | Finlandia   | New Jersey Devils                           | HIFK (SM-liiga)                   |
| 219 | Tyson Kellerman (P)       | Canada      | Chicago Blackhawks                          | North Bay Centennials (OHL)       |
| 220 | Brad Topping (P)          | Canada      | New York Islanders                          | Brampton Battalion (OHL)          |
| 221 | Jonas Johnson (C)         | Svezia      | St. Louis Blues                             | Västra Frölunda HC (Elitserien)   |
| 222 | Scott May (C)             | Canada      | Toronto Maple Leafs                         | Ohio State Buckeyes (CCHA)        |
| 223 | Il'ja Krikunov (AD)       | Russia      | Vancouver Canucks                           | Kristall Elektrostal (RSL)        |
| 224 | Adam Taylor (C)           | Canada      | Carolina Hurricanes                         | Kootenay Ice (WHL)                |
| 225 | Steve Goertzen (AD)       | Canada      | Columbus Blue Jackets (da Philadelphia)     | Seattle Thunderbirds (WHL)        |
| 226 | Joey Crabb (AS)           | Stati Uniti | New York Rangers (da San Jose)              | Green Bay Gamblers (USHL)         |
| 227 | Ryan Steeves (C)          | Canada      | Colorado Avalanche                          | Yale Bulldogs (ECAC)              |
| 228 | Dmitrij Utkin (AS)        | Russia      | Boston Bruins                               | Lok. Jaroslavl’ (RSL)             |
| 229 | Derek Meech (D)           | Canada      | Detroit Red Wings                           | Red Deer Rebels (WHL)             |

### Ottavo giro
| #   | Giocatore                   | Nazionalità | Squadra NHL                                        | Squadra di provenienza           |
| --- | --------------------------- | ----------- | -------------------------------------------------- | -------------------------------- |
| 230 | Colton Fretter (C)          | Canada      | Atlanta Thrashers                                  | Chatham Maroons (WOHL)           |
| 231 | Jaroslav Kracík (C)         | Rep. Ceca   | Columbus Blue Jackets                              | Plzeň 1929 (Extraliga)           |
| 232 | Peter Hafner (D)            | Stati Uniti | Florida Panthers                                   | Taft School (USHS-Connecticut)   |
| 233 | Vasilij Košečkin (P)        | Russia      | Tampa Bay Lightning                                | Lada Togliatti (RSL)             |
| 234 | Maxime Talbot (C)           | Canada      | Pittsburgh Penguins                                | Hull Olympiques (QMJHL)          |
| 235 | Kaleb Betts (A)             | Canada      | Nashville Predators                                | Chilliwack Bruins (WHL)          |
| 236 | Tyler Boldt (D)             | Canada      | Atlanta Thrashers (da Anaheim)                     | Kamloops Blazers (WHL)           |
| 237 | Christoph Brandner (AS)     | Austria     | Minnesota Wild                                     | Krefeld Pinguine (DEL)           |
| 238 | Jyri Marttinen (D)          | Finlandia   | Calgary Flames                                     | JYP (SM-liiga)                   |
| 239 | Ryan Lannon (D)             | Stati Uniti | Pittsburgh Penguins                                | Harvard Crimson (ECAC)           |
| 240 | Petr Průcha (AS)            | Rep. Ceca   | New York Rangers                                   | Pardubice (Extraliga)            |
| 241 | Dennis Wideman (D)          | Canada      | Buffalo Sabres                                     | London Knights (OHL)             |
| 242 | Igor' Ignatuškin (C)        | Russia      | Washington Capitals                                | Kristall Elektrostal (RSL)       |
| 243 | Tuomas Mikkonen (AS)        | Finlandia   | Dallas Stars                                       | JYP (SM-liiga)                   |
| 244 | Dwight Helminen (C)         | Stati Uniti | Edmonton Oilers                                    | Michigan Wolverines (CCHA)       |
| 245 | Tomáš Micka (AS)            | Rep. Ceca   | Edmonton Oilers (da Montreal)                      | Slavia Praga (Extraliga)         |
| 246 | Josef Vavra (AS)            | Rep. Ceca   | Ottawa Senators                                    | VHK Vsetín (Extraliga)           |
| 247 | Matt Violin (P)             | Canada      | Vancouver Canucks                                  | Lake Superior S. Lakers (CCHA)   |
| 248 | Tuukka Pulliainen (D)       | Finlandia   | Los Angeles Kings                                  | TuTo (SM-liiga)                  |
| 249 | Marcus Smith (D)            | Stati Uniti | Phoenix Coyotes                                    | Kitchener Rangers (OHL)          |
| 250 | Dan Glover (D)              | Canada      | New Jersey Devils                                  | Camrose Kodiaks (AJHL)           |
| 251 | Jason Kostadine (AD)        | Stati Uniti | Chicago Blackhawks                                 | Hull Olympiques (QMJHL)          |
| 252 | Martin Chabada (AD)         | Rep. Ceca   | New York Islanders                                 | Sparta Praga (Extraliga)         |
| 253 | Tom Koivisto (D)            | Finlandia   | St. Louis Blues                                    | Jokerit (SM-liiga)               |
| 254 | Jarkko Immonen (C)          | Finlandia   | Toronto Maple Leafs                                | JYP (SM-liiga)                   |
| 255 | Ryan Craig (AS)             | Canada      | Tampa Bay Lightning (da Carolina)                  | Brandon Wheat Kings (WHL)        |
| 256 | Darren Reid (AD)            | Canada      | Tampa Bay Lightning (da Philadelphia via Carolina) | Medicine Hat Tigers (WHL)        |
| 257 | Pauli Levokari (D)          | Finlandia   | Atlanta Thrashers (da San Jose)                    | HIFK (SM-liiga)                  |
| 258 | Sergej Šemetov (AS)         | Russia      | Colorado Avalanche                                 | Kristall Elektrostal (RSL)       |
| 259 | Yan Stastny (D)             | Stati Uniti | Boston Bruins                                      | Notre Dame Fighting Irish (CCHA) |
| 260 | Pierre-Olivier Beaulieu (D) | Canada      | Detroit Red Wings                                  | Québec Remparts (QMJHL)          |

### Nono giro
| #   | Giocatore                | Nazionalità | Squadra NHL                          | Squadra di provenienza              |
| --- | ------------------------ | ----------- | ------------------------------------ | ----------------------------------- |
| 261 | François Caron (D)       | Canada      | Mighty Ducks of Anaheim (da Atlanta) | Moncton Wildcats (QMJHL)            |
| 262 | Christian Söderström (C) | Svezia      | Detroit Red Wings (da Columbus)      | Timrå (Elitserien)                  |
| 263 | Sergej Mozjakin (AS)     | Russia      | Columbus Blue Jackets (da Florida)   | CSKA Mosca (RSL)                    |
| 264 | Matthew Davis (P)        | Canada      | Mighty Ducks of Anaheim              | Moncton Wildcats (QMJHL)            |
| 265 | Dwight LaBosse (P)       | Stati Uniti | Pittsburgh Penguins                  | Guelph Storm (OHL)                  |
| 266 | Steven Spencer (D)       | Canada      | Nashville Predators                  | Swift Current Broncos (WHL)         |
| 267 | Chris Petrow (D)         | Canada      | Mighty Ducks of Anaheim              | Oshawa Generals (OHL)               |
| 268 | Michail Tjuljapkin (D)   | Russia      | Minnesota Wild                       | Torpedo N. Novg. (RSL)              |
| 269 | Mika Hannula (AD)        | Svezia      | Minnesota Wild (da Calgary)          | Malmö (Elitserien)                  |
| 270 | Rob Flynn (AS)           | Stati Uniti | New York Rangers                     | Harvard Crimson (ECAC)              |
| 271 | Martin Cizek (D)         | Rep. Ceca   | Buffalo Sabres                       | Slavia Praga (Extraliga)            |
| 272 | Patric Blomdahl (AS)     | Svezia      | Washington Capitals                  | AIK (Elitserien)                    |
| 273 | Ned Havern (AS)          | Stati Uniti | Dallas Stars                         | Boston College Eagles (Hockey East) |
| 274 | Fredrik Johansson (C)    | Svezia      | Edmonton Oilers                      | Västra Frölunda HC (Elitserien)     |
| 275 | Konstantin Korneev (D)   | Russia      | Montreal Canadiens                   | Kryl'ja Sovetov (RSL)               |
| 276 | Vitalij Atjušov (D)      | Russia      | Ottawa Senators                      | Molot-Prikam'e Perm' (RSL)          |
| 277 | Thomas Nüssli (AS)       | Svizzera    | Vancouver Canucks                    | Zugo (LNA)                          |
| 278 | Matt Gens (D)            | Stati Uniti | Vancouver Canucks                    | St. Cloud State Huskies (WCHA)      |
| 279 | Connor James (C)         | Canada      | Los Angeles Kings                    | Denver Pioneers (WCHA)              |
| 280 | Russell Spence (AS)      | Canada      | Phoenix Coyotes                      | OCN Blizzard (MJHL)                 |
| 281 | Bill Kinkel (AS)         | Stati Uniti | New Jersey Devils                    | Kitchener Rangers (OHL)             |
| 282 | Adam Burish (AD)         | Stati Uniti | Chicago Blackhawks                   | Green Bay Gamblers (USHL)           |
| 283 | Per Braxenholm (D)       | Svezia      | New York Islanders                   | Mörrums GoIS IK (Elitserien)        |
| 284 | Ryan MacMurchy (AD)      | Canada      | St. Louis Blues                      | Notre Dame Hounds (SJHL)            |
| 285 | Staffan Kronwall (D)     | Svezia      | Toronto Maple Leafs                  | Huddinge (Elitserien)               |
| 286 | Aleksej Gluchov (AS)     | Russia      | Tampa Bay Lightning (da Carolina)    | Chimik Voskresensk (RSL)            |
| 287 | John Toffey (A)          | Stati Uniti | Tampa Bay Lightning (da Phiadelphia) | Ohio State Buckeyes (CCHA)          |
| 288 | Michael Hutchins (D)     | Stati Uniti | San Jose Sharks                      | Des Moines Buccaneers (USHL)        |
| 289 | Sean Collins (C)         | Stati Uniti | Colorado Avalanche                   | N. Hampshire Wildcats (Hockey East) |
| 290 | Pavel Frolov (A)         | Russia      | Boston Bruins                        | Torpedo N. Novg. (RSL)              |
| 291 | Jonathan Ericsson (D)    | Svezia      | Detroit Red Wings                    | Vita Hästen (Elitserien)            |

## Selezioni classificate per nazionalità
| Pos. | Paese        | Selezioni |
|      | Nord America | 165       |
| ---- | ------------ | --------- |
| 1    | Canada       | 107       |
| 2    | Stati Uniti  | 59        |
|      | Europa       | 126       |
| 3    | Russia       | 34        |
| 4    | Rep. Ceca    | 27        |
| 5    | Finlandia    | 26        |
| 6    | Svezia       | 21        |
| 7    | Svizzera     | 5         |
| 8    | Lettonia     | 3         |
| 8    | Slovacchia   | 3         |
| 10   | Norvegia     | 2         |
| 11   | Austria      | 1         |
| 11   | Danimarca    | 1         |
| 11   | Ucraina      | 1         |
| 11   | Ungheria     | 1         |